# Hong Kong Challenge 1983
Die Hong Kong Challenge 1983 im Badminton fand vom 2. bis zum 4. April 1983 in Hongkong statt.

## Finalresultate
| Disziplin    | Sieger                         | Finalist                       | Ergebnis         |
| ------------ | ------------------------------ | ------------------------------ | ---------------- |
| Herreneinzel | Han Jian                       | Icuk Sugiarto                  | 15–8, 7–15, 15–5 |
| Damendoppel  | Atsuko Tokuda Yoshiko Yonekura | Ruth Damayanti Maria Fransisca | 15–7, 15–12      |